# Manuel Malbrán
Manuel Esteban Malbrán Achával (Córdoba, 1876 - Roma, 1942) fue un diplomático argentino.

## Biografía
Manuel Esteban Malbrán se casó con María Luisa de la Lastra. Sus hijos fueron Manuel Ernesto Malbrán de la Lastra (quien posteriormente también fue embajador), María Celia Beatriz Malbrán de la Lastra y María Angélica Malbrán de la Lastra.
Manuel Esteban Malbrán se unió al Servicio Exterior argentino en 1909 y fue nombrado encargado de negocios en Lisboa. En 1910 fue trasladado a la misión diplomática argentina en la capital de Estados Unidos y recibió el grado de doctor honoris causa de la Universidad Nacional Autónoma de México.
El 29 de julio de 1913, Roque Sáenz Peña lo nombró como Ministro Extraordinario y Plenipotenciario en Bogotá. Fue embajador de Argentina en México desde 1916 e intentó formar una Liga latinoamericana en contra de las presiones de Estados Unidos. De 1922 a 1928 fue embajador en Santiago de Chile. De 1928 a 1931 fue embajador en Washington D. C. y de 1931 a 1938 fue embajador en Londres. El 1 de mayo de 1933, durante su cargo como embajador en Reino Unido, se firmó el Pacto Roca-Runciman que regulaba la importación británica de carnes argentinas.
En su último cargo, fue embajador en Italia, cuando se encontraba Benito Mussolini en el poder, por lo que defendió a ciudadanos judeoargentinos.